# モーガンタウン・パーソナル・ラピッド・トランジット
モーガンタウン・パーソナル・ラピッド・トランジット（英語: Morgantown Personal Rapid Transit）は、ウェストヴァージニア州モーガンタウンで1975年に開業した世界初の個人用高速輸送システム（新交通システム）であり、現在は10駅ある。